# Emilio Comici

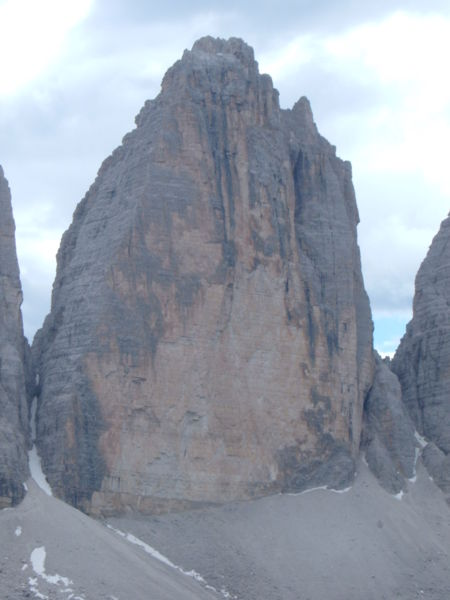
De noordwand van de Cima Grande.

Emilio Comici (Triëst, 21 februari 1901 - Sëlva, 19 oktober 1940) was een Italiaans klimmer.
Comici schreef geschiedenis door als eerste mens de noordwand van de Grosse Zinne (Drei Zinnen) te beklimmen. Deze wand werd een halve eeuw lang als onmogelijk beschouwd en men moest het klimmen bijna heruitvinden om deze beklimming tot een goed einde te brengen. Het waren de klimmers uit de Dolomieten, zoals Comici en Cassin, die als eerste op grote schaal slaghaken gebruikten om zich voort te bewegen over de rots. Men sloeg een haak, hing er een laddertje aan en zo kon er weer dertig centimeter gewonnen worden. Het was enkel op deze manier dat overhangende of heel steile wanden beklommen konden worden. Dit wordt artificieel klimmen genoemd. Comici zelf bracht belangrijke verbeteringen aan in het artificieel klimmen zoals onder andere het gebruik van touwladdertjes, stevige relais en hangende bivaks, eigenlijk het echte begin van het bigwall-klimmen.
De beklimming van de Grosse Zinne-noordwand vond plaats op 13 en 14 augustus 1933, samen met de gebroeders Dimai.
Comici bleef "zijn" Dolomieten trouw en opende zo'n tweehonderd nieuwe routes waaronder de bekende Gelbe Kante op de Kleine Zinne en een nieuwe route op de 1200 meter hoge noordwestelijke wand van de Civetta.
Ondanks het gebruik van haken was Comici een purist in hart en nieren. Hij was altijd op zoek naar de meest directe lijn naar de top. Verklarend dat klimmers kunstenaars - en zijn geopende routes kunstwerken voor komende generaties - waren, stierf hij toen een vlastouw brak op een oefenrots in Gherdëina op 19 oktober 1940. Naar hem werden de berg Campanile Comici en de berghut Refugio Comici genoemd.